# Davilex

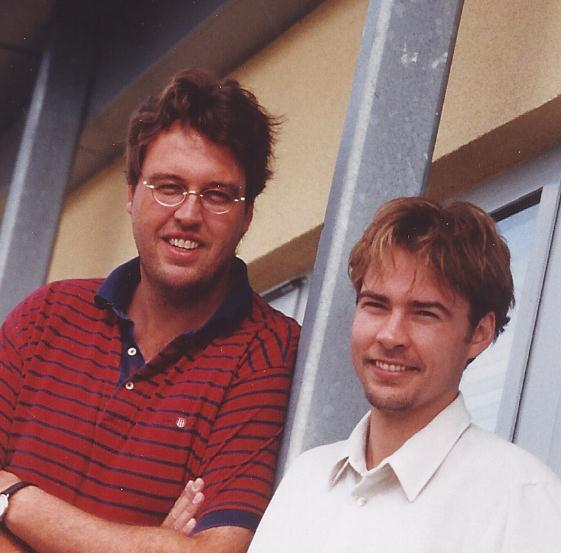
Oprichters David Brons (Davilex) en Rogier Avis (Torpedo) in 1998

Davilex Software B.V., kortweg Davilex, was een Nederlandse softwareontwikkelaar en uitgever uit Houten. In 2017 werd het bedrijf overgenomen door het Noorse softwarebedrijf Visma.
Het bedrijf werd opgericht in 1986 door David Brons en Lex van Oorspronk (de bedrijfsnaam is een samenvoeging van hun voornamen) en richtte zich op administratieve software voor de zakelijke en particuliere markt. In Groningen werd tegelijkertijd Torpedo Software opgericht door twee studenten bedrijfseconomie, Rogier Avis en Lambert Wolterbeek Muller. Zij hadden eerder in 1985 hun eigen computer verkocht, de “GMA” Personal Computer (een IBM PC-kloon uit Taiwan). Vanaf het begin was er een nauwe samenwerking tussen Davilex en Torpedo, waarbij Torpedo alle software ontwikkelde. Onder de eerste titels waren DaviDos en DosBoss, verkennerachtige hulpprogramma's voor bestandsbeheer onder MS-DOS. Van Oorspronk vertrok in 1988 bij het bedrijf.
In 1993 werd er een (gelijkwaardige) fusie gerealiseerd tussen beide bedrijven. De merknaam bleef Davilex (maar dan zonder ”Software”) en de nieuwe vestiging kwam in Houten. Het logo werd strakker en moderner, het dealernetwerk werd sterk uitgebreid en de allitererende leus (“Geniaal in Gemak”) werd overal toegepast. De directie werd gevormd door Rogier Avis en David Brons. Er werd besloten om volledig over te schakelen op het ontwikkelen voor Windows. Deze overstap resulteerde binnen twee jaar in een van de eerste Windowsapplicaties van Nederlandse bodem, Davi-Cash (thuisfinanciën), ontwikkeld in Visual Basic 3 en draaiend onder Windows 3.1. Al snel volgden Davi-Account (boekhouden) en Davi-Adres (adressenbeheer). Latere versies werden ontwikkeld in Delphi.
Een belangrijke doorbraak op het gebied van marketing was het STER-spel op televisie. Destijds werd er door de STER zendtijd voor reclame aangeboden tegen sterk gereduceerde prijzen, mits die gekoppeld was aan een quiz met een prijs voor de kijkers.
Van 1995 tot 2006 ontwikkelde Davilex tevens computerspellen via dochteronderneming Davilex Games.
In die tijd was Davilex een internationaal opererend bedrijf met diverse bedrijfsonderdelen en producten. Davilex had kantoren in Duitsland en de Verenigde Staten. Vooral Duitsland werd gezien als de “tweede thuismarkt”. Mede omdat het een grote markt was (ongeveer zesmaal de omvang van Nederland) en geografisch dichtbij. Ook Engeland en Frankrijk waren belangrijke afzetmarkten. De export betrof in eerste instantie vooral de productiviteitssoftware. Davi-Adres en Davi-Music werden in 3 talen en in 5 landen verkocht. Daarna volgde de educatieve RedCat reeks, later vooral computerspellen, en dan specifiek de racespellen, die zich afspelen in herkenbare bestaande locaties.
Op zijn hoogtepunt had Davilex ongeveer 240 medewerkers (in fte's) in dienst. Begin 21e eeuw volgden meerdere ontslagrondes en werden de verliesgevende ontwerpstudio en spellendivisie afgestoten. Na 2006 richtte het bedrijf zich alleen nog op de ontwikkeling en verkoop van software voor het midden- en kleinbedrijf in Nederland. Het aantal medewerkers werd teruggebracht tot 25.

## Productgroepen
Davilex begon met productiviteitssoftware (ook wel “beheersoftware” genoemd) voor het beheren van bijvoorbeeld effecten, adressen en financiële transacties. Davi-Effect, Davi-Cash en Davi-Adres waren voor de thuismarkt, Davi-Account, Davi-Factuur, Davi-Relatie en Davi-Order voor de klein-zakelijke markt. Special Interest ontstond als tweede tak en dit bedrijfsonderdeel maakte vooral educatieve, informatieve en hobbyproducten.
In 1999 ging de eerste Davilex-internetcommunity van start, BabyInfo geheten, een website voor zwangere vrouwen en jonge moeders.